# Commission permanente de recours des réfugiés (Belgique)
Pour les articles homonymes, voir Commission des recours des réfugiés.
Depuis le 1er juin 2007, les compétences qui étaient celles de la Commission permanente de recours des réfugiés sont exercées par le Conseil du contentieux des étrangers.